# Leptodactylus mystacinus
Espèce
Synonymes
- Cystignathus mystacinus Burmeister, 1861
- Cystignathus labialis Cope, 1877

Statut de conservation UICN

 LC  : Préoccupation mineure
Leptodactylus mystacinus est une espèce d'amphibiens de la famille des Leptodactylidae.

## Répartition
Cette espèce se rencontre jusqu'à 1 800 m d'altitude, :
- en Argentine dans le nord, le centre et l'est du pays, y compris à l'est de la province du Chubut ;
- en Bolivie ;
- au Paraguay ;
- en Uruguay ;
- au Brésil.

## Galerie

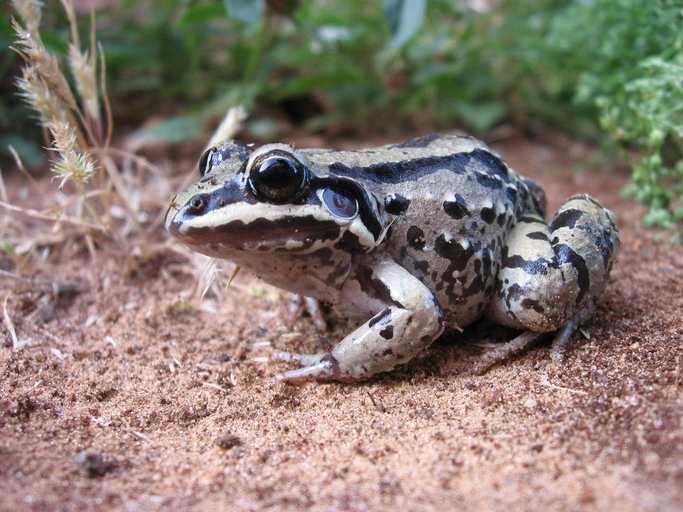
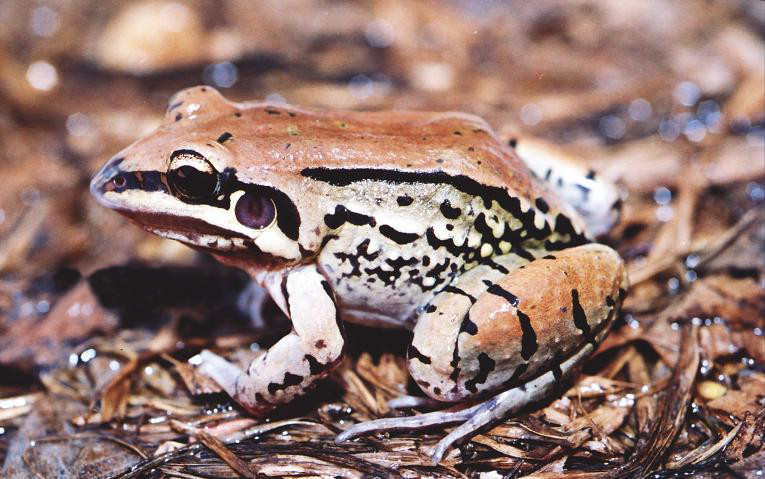
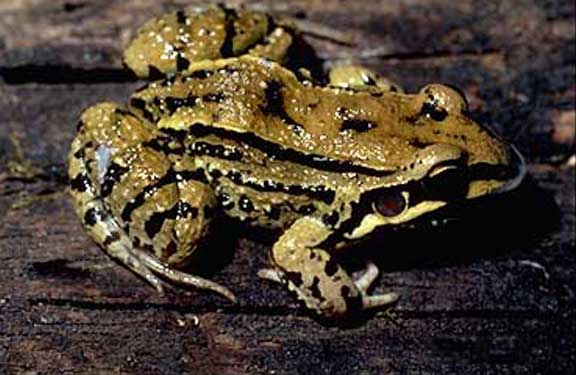
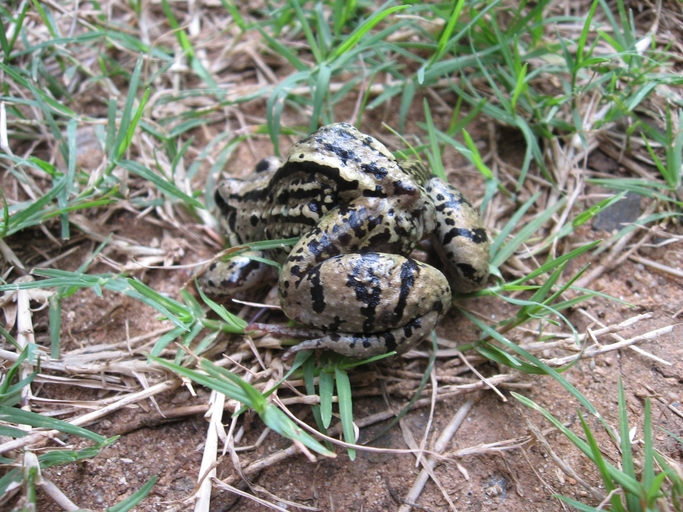

## Étymologie
Le nom spécifique mystacinus vient du grec mystax, la moustache, en référence à la bande claire présente sur le lèvre supérieure.

## Publication originale
- Burmeister, 1861 : Reise durch die La Plata Staaten 1857-1860. Halle, vol. 2, p. 1-540 (texte intégral).